# Linda (pomme de terre)

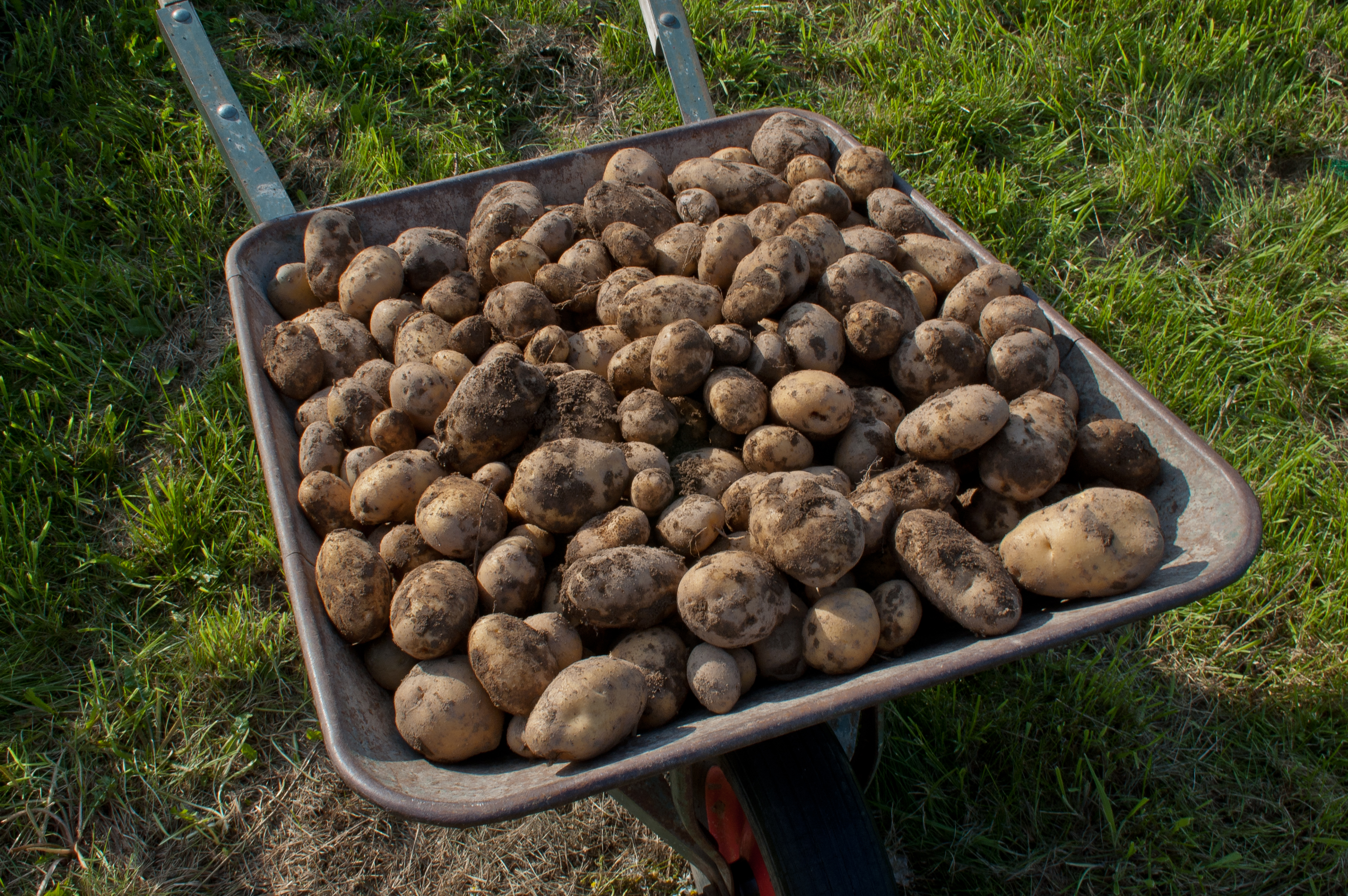
Variété de pommes de terre Linda après la récolte.

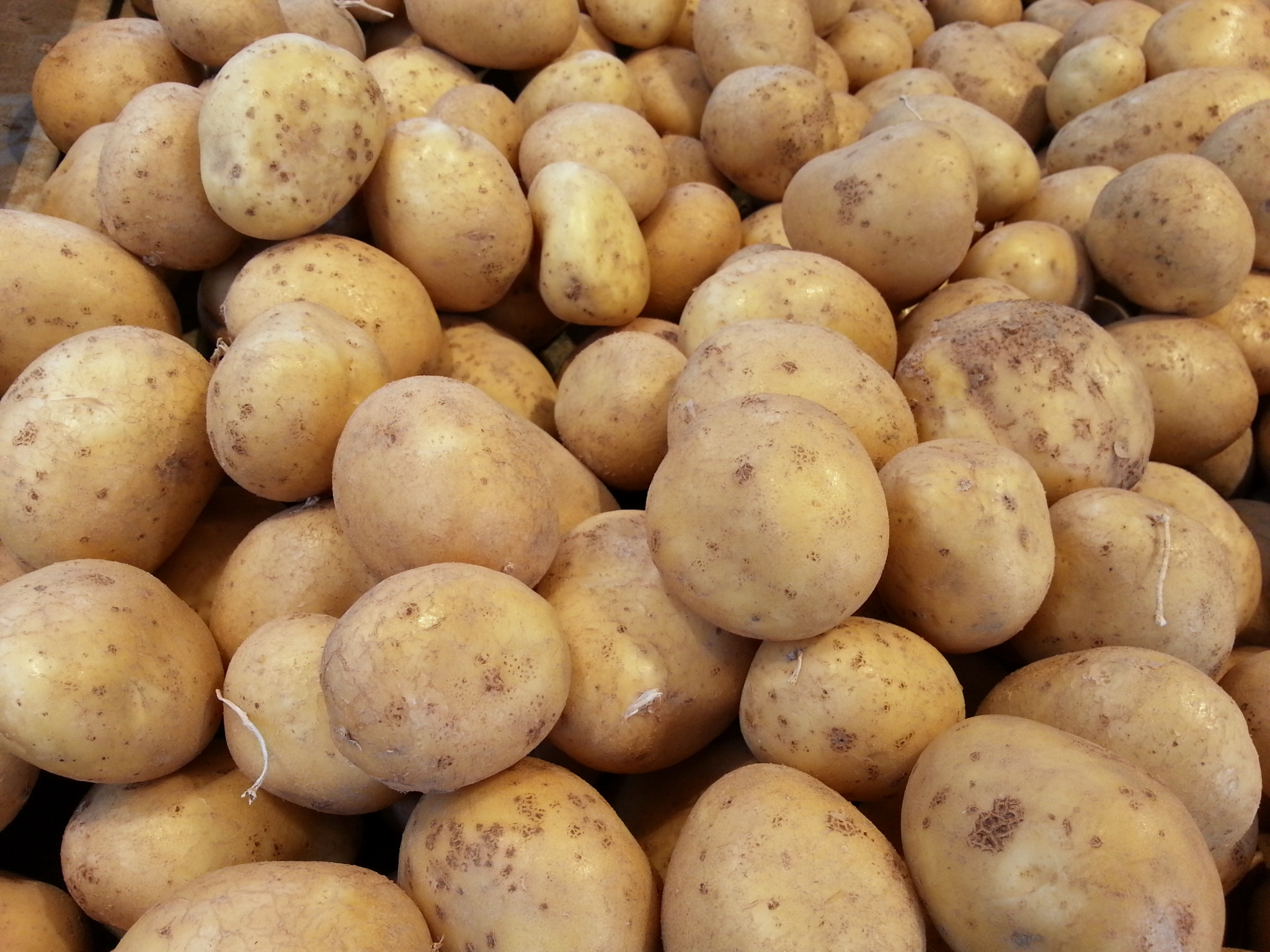
Pommes de terre de la variété Linda, sans terre ni feuillage.

Pour les articles homonymes, voir Linda.
'Linda' est une variété de pomme de terre créée en Allemagne en 1974 par l'obtenteur Georg Friedrich Böhm à Trauen (Munster, Lande de Lunebourg). C'est une variété à chair ferme de couleur jaune pâle qui a conservé une relative popularité chez les agriculteurs biologiques malgré sa faible résistance aux maladies. Sa part de marché en Allemagne était estimée à 1,4 % en 2004. 
Cette variété a été au centre d'une controverse en Allemagne entre la société Europlant (détentrice par suite de fusions-acquisitions des droits exclusifs détenus initialement par Kartoffelzucht Böhm) qui a décidé de la retirer de la liste officielle des variétés en 2004, juste avant qu'elle ne tombe dans le domaine public, et les agriculteurs bio et amateurs qui souhaitaient pouvoir continuer à la cultiver. 